# Östorp och Ådran
Östorp och Ådran är en kommungränsöverskridande tätort, huvudsakligen belägen i Huddinge kommun i Stockholms län men även innefattande en mindre del i söder i Haninge kommun.

## Allmänt
Tätorten omfattar småhusbebyggelse väster och söder om sjön Ådran där huvuddelen uppfördes som fritidshus på 1940- och 1950-talet. Badplats finns vid södra ändan av sjön. 
Småhusbebyggelsen öster och norr om sjön har av SCB avgränsats och namnsatts till en småort benämnd Bruket. De båda orterna kallas med ett gemensamt namn Ådran av de boende vars intresseförening har namnet Ådrans tomtägarförening och Ådran står det också på vägskyltarna.
I ortdelen Ådran ligger Mariabergets fornborg och i Östorp står en av kommunens naturminnesmärkta ekar. Öster om sjön Ådran återfinns torpet Paradiset och det efter torpet uppkallade Paradisets naturreservat.

## Befolkningsutveckling
| Befolkningsutvecklingen i Östorp och Ådran 1995–2020 | Befolkningsutvecklingen i Östorp och Ådran 1995–2020 | Befolkningsutvecklingen i Östorp och Ådran 1995–2020 | Befolkningsutvecklingen i Östorp och Ådran 1995–2020 | Befolkningsutvecklingen i Östorp och Ådran 1995–2020 |
| ---------------------------------------------------- | ---------------------------------------------------- | ---------------------------------------------------- | ---------------------------------------------------- | ---------------------------------------------------- |
|                                                      |                                                      |                                                      |                                                      |                                                      |
| År                                                   |                                                      |                                                      | Folkmängd                                            | Areal (ha)                                           |
| 1995                                                 | 1995                                                 |                                                      | 99                                                   | 108#                                                 |
| 2000                                                 | 2000                                                 |                                                      | 136                                                  | 108#                                                 |
| 2005                                                 | 2005                                                 |                                                      | 187                                                  | 109#                                                 |
| 2010                                                 | 2010                                                 |                                                      | 244                                                  | 108                                                  |
| 2015                                                 | 2015                                                 |                                                      | 242                                                  | 112                                                  |
| 2018                                                 | 2018                                                 |                                                      | 249                                                  | 112                                                  |
| 2020                                                 | 2020                                                 |                                                      | 246                                                  | 111                                                  |
| Anm.: Ny tätort 2010 # Som småort.                   |                                                      |                                                      |                                                      |                                                      |

## Bilder

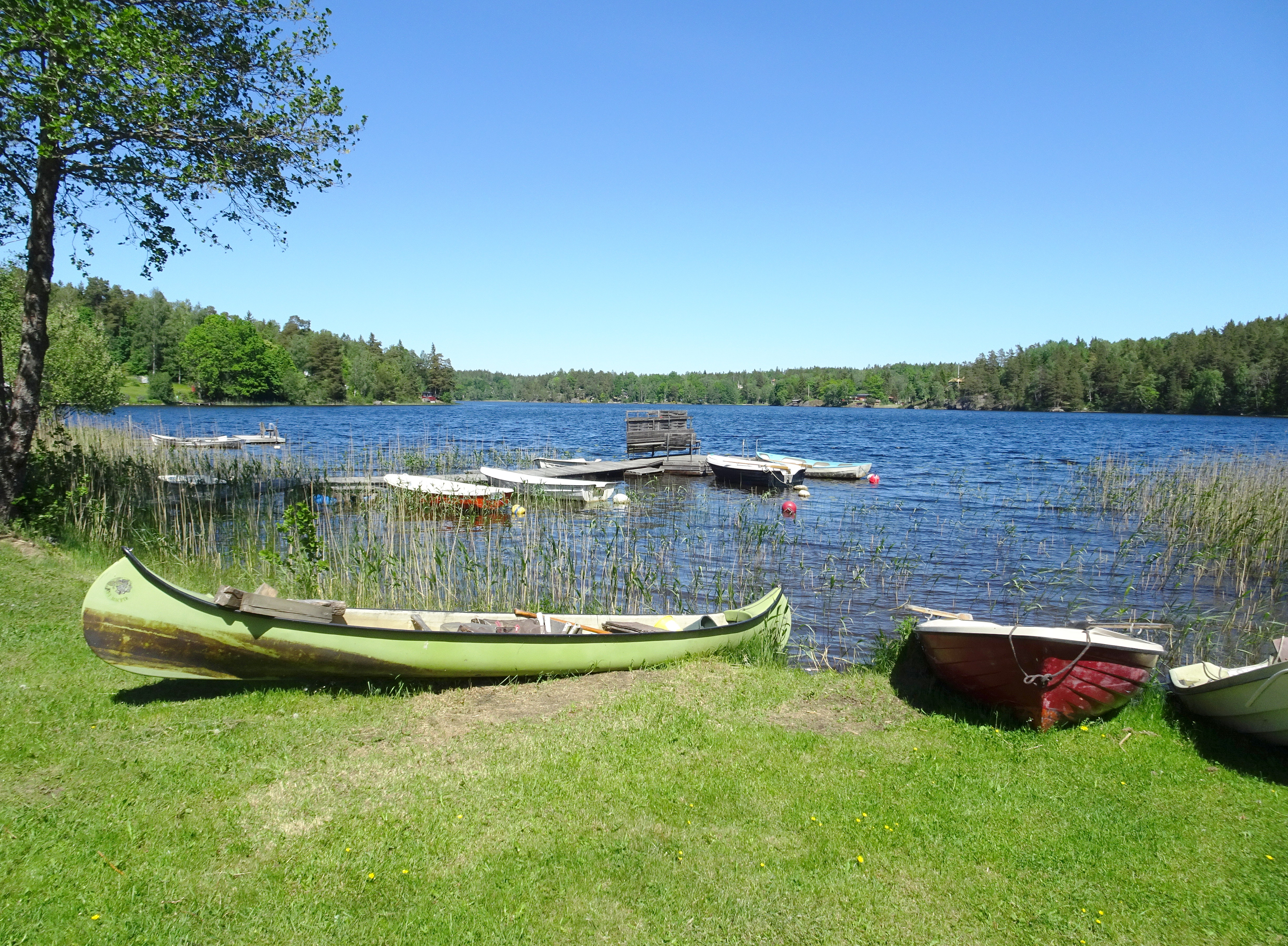
Sjön Ådran sedd från Ådran
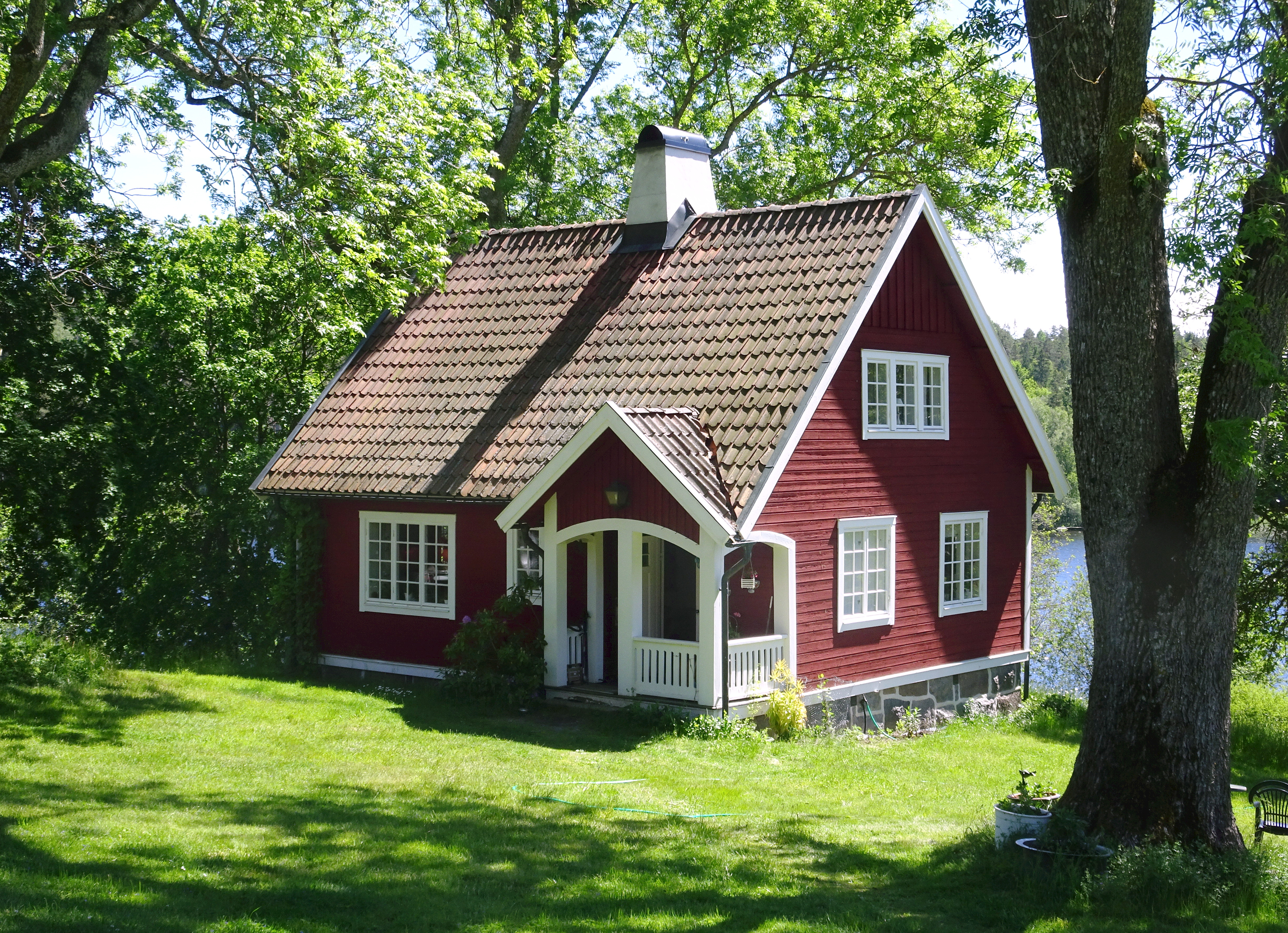
Äldre bebyggelse i Östorp
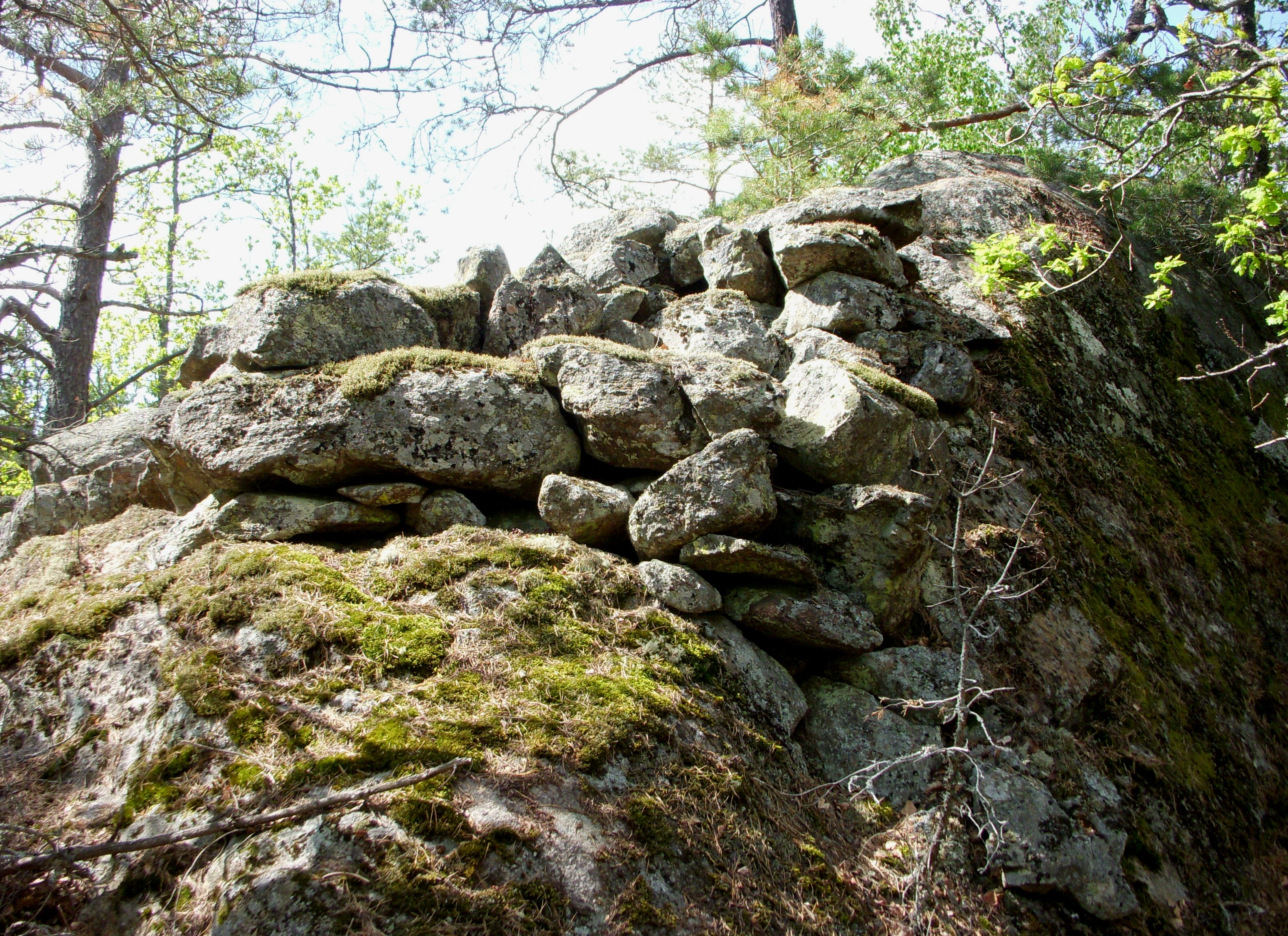
Mariabergets fornborg
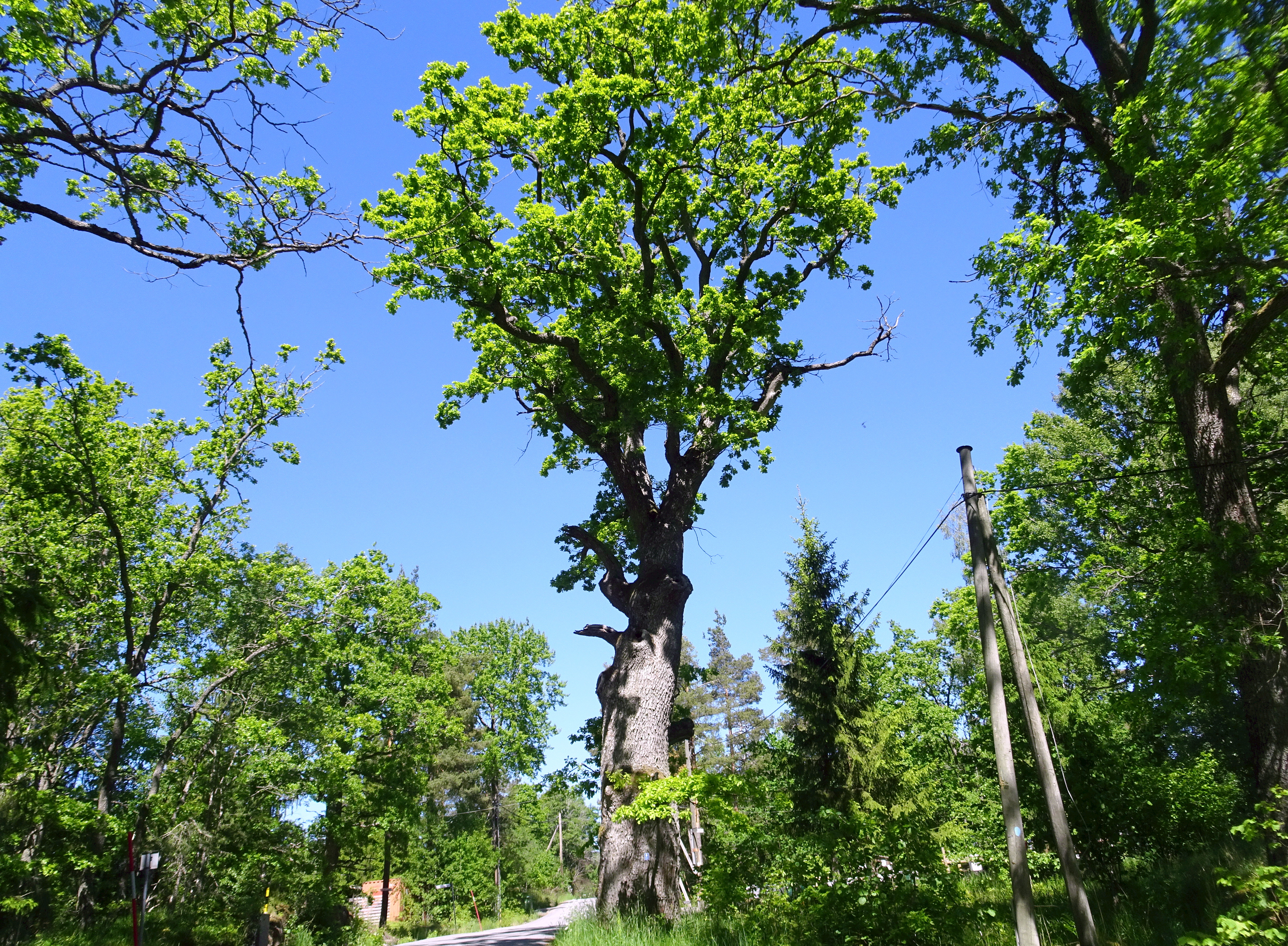
Eken i Östorp